# Roncofreddo
Roncofreddo är en ort och kommun i provinsen Forlì-Cesena i regionen Emilia-Romagna i Italien. Kommunen hade 3 406 invånare (2018).